# Liste der Naturdenkmale in Leinzell
| Naturdenkmale | Anzahl |
| ------------- | ------ |
| FND           | 1      |
| END           | 3      |
| Gesamt        | 4      |

Die Liste der Naturdenkmale in Leinzell nennt die verordneten Naturdenkmale (ND) der im baden-württembergischen Ostalbkreis liegenden Gemeinde Leinzell. In Leinzell gibt es insgesamt vier als Naturdenkmal geschützte Objekte, davon ein flächenhaftes Naturdenkmal (FND) und drei Einzelgebilde-Naturdenkmale (END).
Stand: 1. November 2016.

## Flächenhafte Naturdenkmale (FND)
| Name                     | Bild | Kennung     | Einzelheiten | Position | Fläche Hektar | Datum |
| ------------------------ | ---- | ----------- | ------------ | -------- | ------------- | ----- |
| Auewald bei Leinzell     | BW   | 81360400002 | Leinzell     | ⊙        | 2,8           |       |
| Legende für Naturdenkmal |      |             |              |          |               |       |

## Einzelgebilde (END)
| Name                         | Bild | Kennung     | Einzelheiten | Position | Fläche Hektar | Datum         |
| ---------------------------- | ---- | ----------- | ------------ | -------- | ------------- | ------------- |
| 1 Eiche in den Brunnenwiesen | BW   | 81360400001 | Leinzell     | ⊙        | 0,0           |               |
| 2 Eichen auf dem Lindach     | BW   | 81360400003 | Leinzell     | ⊙        | 0,0           |               |
| 3 Eichen in Leinzell         | BW   | 81360400004 | Leinzell     | ⊙        | 0,0           | 25. Juni 1992 |
| Legende für Naturdenkmal     |      |             |              |          |               |               |